# Padula (Cortino)
Padula is een plaats (frazione) in de Italiaanse gemeente Cortino.